# Hollókői Tájház
A Hollókői Tájház (Hollókő, Kossuth út 99-100) műemlék épületének "Ember és Táj" kiállítása a Hollókői Tájvédelmi Körzet történelmét, természeti értékeit és a palóc nép kultúráját, a kisparaszti gazdálkodás emlékeit mutatja be.

## Külső hivatkozások
- https://web.archive.org/web/20160304204358/http://www.utikonyv.hu/_utikonyv/objektum.php?sablon=117&id=4507&nyelv=5
- Hollókői múzeumok, kiállítóhelyek